# Zamacueca
La zamacueca és un estil musical llatinoamericà i un ball en parella en el qual es representa el setge amorós d'una dona sobre un home.
L'origen de la zamacueca és peruà. Neix a Lima (Perú) durant els segles xvi i xvii, en ple virregnat, dels barris del Rímac i les festes dels Barris Alts, els barris del Callao i els bars ubicats entre els ponts, els carrers i Balcones Limeños
El ritme i l'execució de la zamacueca limeña neix entre els diversos grups ètnics que vivien durant el virregnat a Lima, ja que en la seva immensa majoria es tractava d'esclaus africans els que practicaven aquest ball. També el solien practicar mulats, indígenes, mestissos, espanyols, moriscs, gitanos i sefardites.
El ritme en què es tocava la zamacueca solia ser amb el llaüt (abans de convertir-se oficialment en la guitarra) l'arpa i el caixó peruà.
La zamacueca arriba a Xile (amb el nom de cueca) entre el 1810 i el 1825 a través del port de Valparaíso per la mà de músics del Callao (al port de Lima).
Des de Xile s'anirà estenent fins a Mendoza (Argentina) on es convertirà en la cueca cuyana o en la zamba. Més endavant la zamacueca arriba a Bolívia des d'Arequipa (Perú), i des de Bolívia arriba també a l'Argentina, on es converteix en la cueca norteña
Després de la guerra del Pacífic (entre el Perú i Xile) els peruans començaren a anomenar a la seva cueca marinera. Existeixen diversos tipus de marinera: limeña, norteña, serrana i de la selva.
Antics balls similars foren: la zanguaraña, el canto jarana i la resbalosa.